# Porsche 924S Le Mans
De Porsche 924S Le Mans is een sportwagen van Porsche modeljaar 1988. Het is de tweede Le Mans-serie gebaseerd op de Porsche 924. De basis is ditmaal de Porsche 924S met een 2,5-liter Porsche-viercilinder. Het vermogen bedraagt 160 pk, exact hetzelfde dus als de Porsche 944 van dat moment. Porsche bouwde 480 "Sportliches Sondermodell" M-755 voor Duitsland en de rest van de wereld. Er waren 313 zwarte M-755 en 167 witte. Enkel 37 zwarte en 37 witte voor Groot-Brittannië en met het stuur rechts kregen het opschrift "Le Mans" op de flanken, toch is de hele reeks zo bekend.
Deze zogenaamde "Le Mans" wijkt af van de normale 'S' door de speciale grijze bekleding. Bij de witte was die bekleding voorzien van een okergele krijtstreep, bij de zwarte van een turkoois krijtstreep. Andere aanpassingen waren onder meer een dikke stabilisator voor en achter, verlaagd onderstel, Turbo-stoelen, elektrisch bediende ramen en spiegels, Targadak en iets bredere achterwielen met overigens wel dezelfde bandenmaat als voor. Qua uiterlijk hadden de Britse versies met het stuur rechts Le Mans-striping op de flanken (okergeel bij de witte, turkoois bij de zwarte) en sommige telefoonwielen in koetswerkkleur met oker of turkoois accenten.
Porsche bouwde toentertijd ook 500 zwarte "special edition" met pakket M-756 voor de VSA. Die hadden wel ook het sportonderstel M030, maar het pakket M-756 omvatte verder veel minder opties, bijvoorbeeld geen rechter zijspiegel, geen elektrisch Targadak, enz.

## Andere 924's
- Porsche 924
  - Porsche 924 Martini
  - Porsche 924 Sebring
  - Porsche 924 Le Mans
  - Porsche 924 Weissach
  - Porsche 924 50 Jahre edition
  - Porsche 924 Turbo
  - Porsche 924 Carrera GT
  - Porsche 924 Carrera GTS
  - Porsche 924 Carrera GTR
  - Porsche 924 Turbo Italy
  - Porsche 924S